# Batalla de Lipniszki
La batalla de Lipniszki tuvo lugar el 27 de mayo de 1794 durante la insurrección de Kościuszko.

## La batalla
El teniente general Jakub Jasiński, comandante de las fuerzas rebeldes en el Gran Ducado de Lituania, decidió unir sus tropas a la división del general Antoni Chlewiński, que se había movilizado de Merkinė a Eišiškės, para atacar a la vanguardia de la división rusa bajo el mando del mayor general Pável Tsitsiánov (aproximadamente 1350 personas con 8 cañones), fortificados en Hrodno.
Jakub Jasiński, al frente de su división (más de 3000 soldados), dejó Vilna el 18 de mayo y, pasando por Jašiūnai, Šalčininkai y Voranava, se unió a la división de Antoni Chlewiński el 22 de mayo. El ejército lituano unido llegó a Iŭje el 23 de mayo.
En este momento, las unidades avanzadas de Pável Tsitsiánov cruzaron el río. Neman El coronel Levin August von Bennigsen tomó Višneva el 24 de mayo, y el 26 de mayo pasó por Bogdanov y llegó a Traby. Como la ofensiva de Bennigsen amenazó con separar a las fuerzas lituanas de Vilna, Jasiński y Chlewiński se vieron obligados a retirarse a Lipniszki el 26 de mayo. Bennigsen, que tenía a su mando 4400 soldados y 18 cañones, dejó Traby el 27 de mayo a las 3 de la mañana y al mediodía se acercó al Lipniszki.
A pesar de que las divisiones lituanas de Jasiński y Chlewiński, con un total de más de 5 mil hombres, eran numéricamente superiores, el coronel Levin Bennigsen decidió atacar al enemigo. La batalla comenzó con fuego de artillería mutua. Las fuerzas rusas cruzaron el río Gauja (un afluente del río Niemen) por dos lugares y se alinearon en orden de batalla. Jasiński fortifico sus defensas detrás de Lipniszki.
Después del bombardeo de la artillería, las tropas rusas y lituanas entraron en una feroz batalla, que duró varias horas. Al final de la batalla, Jasiński envió a la caballería al ataque, pero esta fue rechazada. Cuando Bennigsen comenzó a amenazar al ala izquierda de los lituanos, Jasiński dio la orden de retirarse a la ciudad de Lida. Bennigsen intentó durante algún tiempo perseguir a los lituanos en retirada, después de lo cual regresó a Lipniszki, desde donde se retiró a Iŭje el 28 de mayo.
Los lituanos perdieron alrededor de 200 soldados en la batalla, y los rusos perdieron alrededor de 150 soldados.